# Llista de monuments del districte de Gordon
Llista de monuments del districte de Gordon (Òlt) registrats com a monuments històrics, bé catalogats d'interès nacional (classé) o bé inventariats d'interès regional (inscrit).
| Monument                                                         | Prot. | Època             | Localització                                              | Coordenades                                             | Codi?      | Imatge |
| ---------------------------------------------------------------- | ----- | ----------------- | --------------------------------------------------------- | ------------------------------------------------------- | ---------- | --- |
| Molí fortificat de Cognaguet                                     | Inv.  | Segle XIII        | Calès                                                     | 44° 48′ 43″ N, 1° 33′ 38″ E / 44.811888°N,1.560472°E    | PA00095035 | Molí fortificat de Cognaguet · Vegeu més fotos d'aquest monument · Carregueu una nova foto d'aquest monument                                     |
| Església                                                         | Cat.  | Segle XI          | Canhac del Causse                                         | 44° 37′ 16″ N, 1° 38′ 35″ E / 44.621006°N,1.642917°E    | PA00095038 | Església · Vegeu més fotos d'aquest monument · Carregueu una nova foto d'aquest monument                                                         |
| Antic priorat o castell                                          | Inv.  | Segles XII-XVI    | Carennac                                                  | 44° 55′ 07″ N, 1° 43′ 56″ E / 44.918701°N,1.732165°E    | PA00095045 | Antic priorat o castell · Vegeu més fotos d'aquest monument · Carregueu una nova foto d'aquest monument                                          |
| Casa contigua a la porta fortificada del castell o antic priorat | Cat.  |                   | Carennac                                                  | 44° 55′ 06″ N, 1° 43′ 59″ E / 44.918348°N,1.733058°E    | PA00095044 | Casa contigua a la porta fortificada del castell o antic priorat · Vegeu més fotos d'aquest monument · Carregueu una nova foto d'aquest monument |
| Casa                                                             | Inv.  | Segle XVI         | Carennac                                                  | 44° 55′ 07″ N, 1° 43′ 53″ E / 44.9187°N,1.7314°E        | PA00095043 | Carregueu una nova foto d'aquest monument |
| Església i el seu claustre                                       | Cat.  | Segles XII-XIII   | Carennac                                                  | 44° 55′ 08″ N, 1° 43′ 56″ E / 44.91888°N,1.732289°E     | PA00095042 | Església i el seu claustre · Vegeu més fotos d'aquest monument · Carregueu una nova foto d'aquest monument                                       |
| Església                                                         | Cat.  | Segles XII-XIV    | Cavanhac                                                  | 45° 00′ 30″ N, 1° 38′ 26″ E / 45.008396°N,1.640439°E    | PA00095054 | Carregueu una nova foto d'aquest monument |
| Església de Lasvaux                                              | Cat.  | Segles XII-XIII   | Casilhac                                                  | 44° 59′ 43″ N, 1° 36′ 09″ E / 44.995353°N,1.602625°E    | PA00095055 | Església de Lasvaux · Vegeu més fotos d'aquest monument · Carregueu una nova foto d'aquest monument                                              |
| Castell de Clermont                                              | Inv.  | Segles XIII-XVI   | Concorès Linars                                           | 44° 40′ 37″ N, 1° 23′ 44″ E / 44.676809°N,1.39558°E     | PA00095060 | Carregueu una nova foto d'aquest monument |
| Castell de la Pannonie                                           | Cat.  | Segles XV-XVIII   | Coson                                                     | 44° 46′ 38″ N, 1° 39′ 13″ E / 44.7773015°N,1.6536886°E  | PA00095061 | Castell de la Pannonie · Vegeu més fotos d'aquest monument · Carregueu una nova foto d'aquest monument                                           |
| Molí de Cacrey                                                   | Inv.  | Segle XIV         | Crèissa Cacrey                                            | 44° 54′ 41″ N, 1° 35′ 59″ E / 44.911507°N,1.59975°E     | PA46000004 | Carregueu una nova foto d'aquest monument |
| Església                                                         | Cat.  | Segles XII-XV     | Crèissa                                                   | 44° 53′ 10″ N, 1° 35′ 46″ E / 44.886169°N,1.596183°E    | PA00095062 | Església · Vegeu més fotos d'aquest monument · Carregueu una nova foto d'aquest monument                                                         |
| Església de Rignac                                               | Cat.  | Segles XII-XV     | Cusença                                                   | 44° 56′ 10″ N, 1° 31′ 12″ E / 44.936233°N,1.520121°E    | PA00095063 | Església de Rignac · Vegeu més fotos d'aquest monument · Carregueu una nova foto d'aquest monument                                               |
| Església                                                         | Inv.  | Segle XII         | Fajòlas                                                   | 44° 48′ 13″ N, 1° 23′ 47″ E / 44.803687°N,1.396374°E    | PA00095070 | Església · Vegeu més fotos d'aquest monument · Carregueu una nova foto d'aquest monument                                                         |
| Església                                                         | Inv.  | Segles XVII-XVIII | Floirac                                                   | 44° 54′ 54″ N, 1° 39′ 17″ E / 44.915059°N,1.654794°E    | PA00095086 | Església · Vegeu més fotos d'aquest monument · Carregueu una nova foto d'aquest monument                                                         |
| Capella                                                          | Inv.  | Segle XV          | Floirac                                                   | 44° 55′ 00″ N, 1° 39′ 20″ E / 44.916743°N,1.655607°E    | PA00095085 | Capella · Vegeu més fotos d'aquest monument · Carregueu una nova foto d'aquest monument                                                          |
| Dolmen Pierre Levée de Nougayrac                                 | Cat.  | Neolític          | Fontanas del Causse Nougayrac                             | 44° 39′ 48″ N, 1° 41′ 49″ E / 44.6633°N,1.697°E         | PA00095091 | Dolmen Pierre Levée de Nougayrac · Carregueu una nova foto d'aquest monument                                                                     |
| Església                                                         | Inv.  | Segles XIV-XV     | Fontanas del Causse                                       | 44° 18′ 41″ N, 1° 29′ 53″ E / 44.31137465°N,1.4981727°E | PA00095090 | Església · Vegeu més fotos d'aquest monument · Carregueu una nova foto d'aquest monument                                                         |
| Església Saint-Martin                                            | Inv.  | Segle XII         | Ginhac                                                    | 45° 00′ 20″ N, 1° 27′ 28″ E / 45.005419°N,1.457727°E    | PA46000032 | Església Saint-Martin · Vegeu més fotos d'aquest monument · Carregueu una nova foto d'aquest monument                                            |
| Antic presbiteri                                                 | Inv.  | Segle XV          | Ginolhac Place de l'Église                                | 44° 43′ 32″ N, 1° 32′ 19″ E / 44.7255°N,1.5387°E        | PA00095098 | Carregueu una nova foto d'aquest monument |
| Dolmen des Cloups                                                | Cat.  | Neolític          | Ginolhac Lascotes                                         | 44° 43′ 26″ N, 1° 32′ 12″ E / 44.7239°N,1.5367°E        | PA00095097 | Dolmen des Cloups · Carregueu una nova foto d'aquest monument                                                                                    |
| Maison Cavaignac                                                 | Inv.  | Segle XVII        | Gordon                                                    | 44° 44′ 13″ N, 1° 22′ 58″ E / 44.7369°N,1.3828°E        | PA00095103 | Maison Cavaignac · Vegeu més fotos d'aquest monument · Carregueu una nova foto d'aquest monument                                                 |
| Església des Cordeliers                                          | Inv.  | Segle XIV         | Gordon                                                    | 44° 44′ 08″ N, 1° 22′ 56″ E / 44.735478°N,1.382169°E    | PA00095102 | Església des Cordeliers · Vegeu més fotos d'aquest monument · Carregueu una nova foto d'aquest monument                                          |
| Església Saint-Pierre                                            | Cat.  | Segle XIV         | Gordon                                                    | 44° 44′ 14″ N, 1° 22′ 57″ E / 44.7371°N,1.3824°E        | PA00095101 | Església Saint-Pierre · Vegeu més fotos d'aquest monument · Carregueu una nova foto d'aquest monument                                            |
| Capella Notre-Dame-des-Neiges                                    | Inv.  | Segles XII-XVII   | Gordon                                                    | 44° 43′ 58″ N, 1° 23′ 32″ E / 44.732741°N,1.392308°E    | PA00095100 | Capella Notre-Dame-des-Neiges · Vegeu més fotos d'aquest monument · Carregueu una nova foto d'aquest monument                                    |
| Dolmen des Plassous o Las Aspes                                  | Cat.  | Neolític          | Gramat                                                    | 44° 46′ 22″ N, 1° 41′ 23″ E / 44.7729°N,1.6896°E        | PA00095104 | Dolmen des Plassous o Las Aspes · Vegeu més fotos d'aquest monument · Carregueu una nova foto d'aquest monument                                  |
| Església de Goudou                                               | Inv.  | Segle XIV         | La Bastida de Murat Goudou                                | 44° 39′ 24″ N, 1° 35′ 05″ E / 44.656554°N,1.58481°E     | PA00125599 | Carregueu una nova foto d'aquest monument |
| Castell                                                          | Inv.  | Segle xix         | La Bastida de Murat                                       | 44° 38′ 30″ N, 1° 33′ 44″ E / 44.641752°N,1.562245°E    | PA00095306 | Castell · Vegeu més fotos d'aquest monument · Carregueu una nova foto d'aquest monument                                                          |
| Castell de la Treyne                                             | Inv.  | Segles XVI-XVIII  | La Cava                                                   | 44° 50′ 58″ N, 1° 31′ 31″ E / 44.849449°N,1.525276°E    | PA00095288 | Castell de la Treyne · Vegeu més fotos d'aquest monument · Carregueu una nova foto d'aquest monument                                             |
| Església Saint-Georges de Meyraguet                              | Cat.  | Segles XI-XV      | La Cava Meyraguet                                         | 44° 51′ 13″ N, 1° 32′ 27″ E / 44.853515°N,1.54072°E     | PA00095119 | Església Saint-Georges de Meyraguet · Vegeu més fotos d'aquest monument · Carregueu una nova foto d'aquest monument                              |
| Església de Puycalvel                                            | Inv.  | Segles XII-XV     | La Mota de Cassèl Puycalvel                               | 44° 36′ 13″ N, 1° 31′ 27″ E / 44.603481°N,1.524034°E    | PA00095121 | Carregueu una nova foto d'aquest monument |
| Església Saint-Sixte                                             | Cat.  | Segles X-XIV      | La Mota de Fenelon                                        | 44° 50′ 07″ N, 1° 24′ 50″ E / 44.835332°N,1.413959°E    | PA00095122 | Església Saint-Sixte · Vegeu més fotos d'aquest monument · Carregueu una nova foto d'aquest monument                                             |
| Castell                                                          | Inv.  | Segles XVII-XVIII | La Vercantièra                                            | 44° 38′ 13″ N, 1° 19′ 03″ E / 44.636855°N,1.317399°E    | PA00095307 | Castell · Vegeu més fotos d'aquest monument · Carregueu una nova foto d'aquest monument                                                          |
| Colomar-porxo                                                    | Inv.  | Segle XV          | La Vèrnha Grange de Vayrac                                | 44° 47′ 51″ N, 1° 45′ 24″ E / 44.79757°N,1.756528°E     | PA00095132 | Colomar-porxo · Vegeu més fotos d'aquest monument · Carregueu una nova foto d'aquest monument                                                    |
| Església                                                         | Inv.  | Segles XII-XIII   | La Vèrnha                                                 | 44° 47′ 52″ N, 1° 45′ 36″ E / 44.797753°N,1.760012°E    | PA00095131 | Església · Vegeu més fotos d'aquest monument · Carregueu una nova foto d'aquest monument                                                         |
| Castell                                                          | Inv.  | Segle XVIII       | Lunagarda                                                 | 44° 41′ 25″ N, 1° 41′ 10″ E / 44.690315°N,1.686069°E    | PA00095308 | Castell · Vegeu més fotos d'aquest monument · Carregueu una nova foto d'aquest monument                                                          |
| Església parroquial                                              | Inv.  | Segles XII-XVI    | Lunagarda                                                 | 44° 41′ 26″ N, 1° 41′ 19″ E / 44.690421°N,1.688692°E    | PA00095298 | Església parroquial · Vegeu més fotos d'aquest monument · Carregueu una nova foto d'aquest monument                                              |
| Abadia nova                                                      | Cat.  | Segles XIII-XV    | Liaubard                                                  | 44° 42′ 32″ N, 1° 18′ 28″ E / 44.708936°N,1.307912°E    | PA00095134 | Abadia nova · Vegeu més fotos d'aquest monument · Carregueu una nova foto d'aquest monument                                                      |
| Maison Arcambal                                                  | Inv.  | Segle XVI         | Martèl rue François-Grandon                               | 44° 56′ 11″ N, 1° 36′ 32″ E / 44.9363°N,1.6088°E        | PA00095162 | Maison Arcambal · Vegeu més fotos d'aquest monument · Carregueu una nova foto d'aquest monument                                                  |
| Antic hôtel de la Raymondie, actual ajuntament                   | Inv.  | Segle XIV         | Martèl place du Marché; rue de Senlis; rue Tournemire     | 44° 56′ 12″ N, 1° 36′ 31″ E / 44.936778°N,1.6086944°E   | PA00095161 | Antic hôtel de la Raymondie, actual ajuntament · Vegeu més fotos d'aquest monument · Carregueu una nova foto d'aquest monument                   |
| Llotja                                                           | Inv.  | Segle XVIII       | Martèl                                                    | 44° 56′ 12″ N, 1° 36′ 30″ E / 44.936712°N,1.608451°E    | PA46000035 | Llotja · Vegeu més fotos d'aquest monument · Carregueu una nova foto d'aquest monument                                                           |
| Antic hôtel Fabri                                                | Inv.  | Edat mitjana      | Martèl                                                    | 44° 56′ 12″ N, 1° 36′ 31″ E / 44.936582°N,1.608582°E    | PA00095299 | Antic hôtel Fabri · Vegeu més fotos d'aquest monument · Carregueu una nova foto d'aquest monument                                                |
| Església de Murel                                                | Inv.  | Segles XII-XIV    | Martèl                                                    | 44° 57′ 33″ N, 1° 35′ 40″ E / 44.959085°N,1.594318°E    | PA00095291 | Església de Murel · Vegeu més fotos d'aquest monument · Carregueu una nova foto d'aquest monument                                                |
| Església de Louchapt                                             | Inv.  | Segles XII-XIX    | Martèl Louchapt                                           | 44° 57′ 10″ N, 1° 37′ 25″ E / 44.952826°N,1.623557°E    | PA00095290 | Església de Louchapt · Vegeu més fotos d'aquest monument · Carregueu una nova foto d'aquest monument                                             |
| Església Saint-Maur                                              | Cat.  | Segles XII-XIV    | Martèl                                                    | 44° 56′ 12″ N, 1° 36′ 40″ E / 44.936639°N,1.611°E       | PA00095160 | Església Saint-Maur · Vegeu més fotos d'aquest monument · Carregueu una nova foto d'aquest monument                                              |
| Antiga església Saint-Pierre-ès-Liens de Gluges                  | Cat.  | Segles XII-XV     | Martèl                                                    | 44° 54′ 41″ N, 1° 37′ 46″ E / 44.911472°N,1.629423°E    | PA00095159 | Antiga església Saint-Pierre-ès-Liens de Gluges · Vegeu més fotos d'aquest monument · Carregueu una nova foto d'aquest monument                  |
| Antic claustre des Mirepoises                                    | Inv.  | Segle XVI         | Martèl                                                    | 44° 56′ 10″ N, 1° 36′ 30″ E / 44.936115°N,1.608263°E    | PA00095158 | Carregueu una nova foto d'aquest monument |
| Castell de Masclat                                               | Inv.  | Segles XIII-XIV   | Masclat                                                   | 44° 50′ 04″ N, 1° 23′ 36″ E / 44.83455°N,1.393263°E     | PA46000039 | Castell de Masclat · Vegeu més fotos d'aquest monument · Carregueu una nova foto d'aquest monument                                               |
| Castell                                                          | Inv.  | Segle XV          | Mairac                                                    | 44° 53′ 57″ N, 1° 33′ 31″ E / 44.899303°N,1.558658°E    | PA00095165 | Castell · Carregueu una nova foto d'aquest monument                                                                                              |
| Església                                                         | Inv.  | Segles XV-XVI     | Mairona                                                   | 44° 52′ 38″ N, 1° 34′ 38″ E / 44.877148°N,1.577095°E    | PA00095167 | Església · Vegeu més fotos d'aquest monument · Carregueu una nova foto d'aquest monument                                                         |
| Jaciment prehistòric des Fieux                                   | Inv.  |                   | Mièrs                                                     | 44° 52′ 36″ N, 1° 41′ 19″ E / 44.8768°N,1.6886°E        | PA00125603 | Jaciment prehistòric des Fieux · Vegeu més fotos d'aquest monument · Carregueu una nova foto d'aquest monument                                   |
| Gruta prehistòrica ornamentada                                   | Cat.  | Prehistòria       | Mièrs Couvent des Fieux-Est                               | 44° 52′ 37″ N, 1° 41′ 24″ E / 44.877°N,1.6899°E         | PA00095168 | Gruta prehistòrica ornamentada · Vegeu més fotos d'aquest monument · Carregueu una nova foto d'aquest monument                                   |
| Església                                                         | Cat.  | Segles XIII-XIV   | Montfalcon                                                | 44° 41′ 18″ N, 1° 33′ 43″ E / 44.688389°N,1.5620556°E   | PA00095178 | Església · Vegeu més fotos d'aquest monument · Carregueu una nova foto d'aquest monument                                                         |
| Església Saint-Christophe                                        | Inv.  | Segles XIII-XIV   | Montvalent                                                | 44° 52′ 51″ N, 1° 37′ 02″ E / 44.880847°N,1.617184°E    | PA00095179 | Església Saint-Christophe · Vegeu més fotos d'aquest monument · Carregueu una nova foto d'aquest monument                                        |
| Castell                                                          | Inv.  | Segles XV-XVII    | Nadalhac                                                  | 44° 50′ 58″ N, 1° 25′ 44″ E / 44.849514°N,1.428781°E    | PA46000017 | Castell · Vegeu més fotos d'aquest monument · Carregueu una nova foto d'aquest monument                                                          |
| Església                                                         | Cat.  | Segle XV          | Nadalhac                                                  | 44° 50′ 59″ N, 1° 25′ 45″ E / 44.84986°N,1.429049°E     | PA00095180 | Església · Vegeu més fotos d'aquest monument · Carregueu una nova foto d'aquest monument                                                         |
| Gruta a Cougnac                                                  | Cat.  | Prehistòria       | Pairinhac le Chêne Vert                                   | 44° 45′ 38″ N, 1° 21′ 46″ E / 44.7605°N,1.3629°E        | PA00095181 | Gruta a Cougnac · Vegeu més fotos d'aquest monument · Carregueu una nova foto d'aquest monument                                                  |
| Església                                                         | Cat.  | Segle XII         | Rampons                                                   | 44° 38′ 29″ N, 1° 18′ 34″ E / 44.6415°N,1.3094°E        | PA00095192 | Església · Vegeu més fotos d'aquest monument · Carregueu una nova foto d'aquest monument                                                         |
| Casa amb torres                                                  | Inv.  | Segle XVII        | Rinhac place                                              | 44° 48′ 19″ N, 1° 41′ 41″ E / 44.8054°N,1.6946°E        | PA00095195 | Casa amb torres · Vegeu més fotos d'aquest monument · Carregueu una nova foto d'aquest monument                                                  |
| Església                                                         | Inv.  | Segle XV          | Rinhac                                                    | 44° 48′ 19″ N, 1° 41′ 42″ E / 44.8052°N,1.6949°E        | PA00095194 | Església · Vegeu més fotos d'aquest monument · Carregueu una nova foto d'aquest monument                                                         |
| Maison Mazot                                                     | Cat.  | Segles XIV-XVI    | Ròcamador rue de la Couronnerie                           | 44° 47′ 58″ N, 1° 37′ 05″ E / 44.7995°N,1.618°E         | PA00095202 | Maison Mazot · Vegeu més fotos d'aquest monument · Carregueu una nova foto d'aquest monument                                                     |
| Ruïnes de l'antic hospital                                       | Inv.  | Segle XIII        | Ròcamador Hameau de l'Hospitalet                          | 44° 48′ 16″ N, 1° 37′ 33″ E / 44.8044°N,1.6259°E        | PA00095201 | Ruïnes de l'antic hospital · Vegeu més fotos d'aquest monument · Carregueu una nova foto d'aquest monument                                       |
| Porta de l'Hospital o Porta Sainte                               | Inv.  | Segle XIII        | Ròcamador Hameau de l'Hospitalet; chemin dit Côte-Vieille | 44° 48′ 15″ N, 1° 37′ 34″ E / 44.8041°N,1.626°E         | PA00095207 | Porta de l'Hospital o Porta Sainte · Vegeu més fotos d'aquest monument · Carregueu una nova foto d'aquest monument                               |
| Porta de la Mercerie                                             | Cat.  | Segles XIV-XV     | Ròcamador rue de la Mercerie                              | 44° 47′ 52″ N, 1° 36′ 59″ E / 44.7979°N,1.6163°E        | PA00095209 | Porta de la Mercerie · Vegeu més fotos d'aquest monument · Carregueu una nova foto d'aquest monument                                             |
| Església Saint-Martin de Mayrinhac-le-Francal                    | Inv.  | Segle X           | Ròcamador                                                 | 44° 50′ 23″ N, 1° 36′ 44″ E / 44.839778°N,1.612361°E    | PA46000029 | Església Saint-Martin de Mayrinhac-le-Francal · Vegeu més fotos d'aquest monument · Carregueu una nova foto d'aquest monument                    |
| Ciutat religiosa                                                 | Cat.  | Segle xix         | Ròcamador                                                 | 44° 47′ 58″ N, 1° 37′ 04″ E / 44.799306°N,1.617639°E    | PA46000020 | Ciutat religiosa · Carregueu una nova foto d'aquest monument                                                                                     |
| Capella Saint-Michel                                             | Cat.  |                   | Ròcamador                                                 | 44° 47′ 58″ N, 1° 37′ 03″ E / 44.7994°N,1.6175°E        | PA46000013 | Capella Saint-Michel · Vegeu més fotos d'aquest monument · Carregueu una nova foto d'aquest monument                                             |
| Antic palau abadal, actual museu d'art sagrat                    | Cat.  |                   | Ròcamador                                                 | 44° 47′ 57″ N, 1° 37′ 04″ E / 44.7993°N,1.6177°E        | PA46000012 | Antic palau abadal, actual museu d'art sagrat · Vegeu més fotos d'aquest monument · Carregueu una nova foto d'aquest monument                    |
| Plaça i escales de la ciutat religiosa                           | Cat.  |                   | Ròcamador                                                 | 44° 47′ 58″ N, 1° 37′ 03″ E / 44.7994°N,1.6176°E        | PA46000011 | Plaça i escales de la ciutat religiosa · Vegeu més fotos d'aquest monument · Carregueu una nova foto d'aquest monument                           |
| Capella baptismal Saint-Jean-Baptiste                            | Cat.  |                   | Ròcamador                                                 | 44° 47′ 57″ N, 1° 37′ 04″ E / 44.7993°N,1.6177°E        | PA46000010 | Capella baptismal Saint-Jean-Baptiste · Vegeu més fotos d'aquest monument · Carregueu una nova foto d'aquest monument                            |
| Capella Saint-Blaise                                             | Cat.  |                   | Ròcamador                                                 | 44° 47′ 58″ N, 1° 37′ 04″ E / 44.7994°N,1.6178°E        | PA46000009 | Capella Saint-Blaise · Vegeu més fotos d'aquest monument · Carregueu una nova foto d'aquest monument                                             |
| Capella Sainte-Anne                                              | Cat.  |                   | Ròcamador                                                 | 44° 47′ 58″ N, 1° 37′ 04″ E / 44.7995°N,1.6179°E        | PA46000008 | Capella Sainte-Anne · Vegeu més fotos d'aquest monument · Carregueu una nova foto d'aquest monument                                              |
| Colomar de Laguille                                              | Inv.  | Segle XVI         | Ròcamador                                                 | 44° 47′ 50″ N, 1° 37′ 08″ E / 44.7971°N,1.6188°E        | PA46000007 | Colomar de Laguille · Vegeu més fotos d'aquest monument · Carregueu una nova foto d'aquest monument                                              |
| Antic priorat Saint-Etienne des Alix                             | Inv.  | Segle XVIII       | Ròcamador                                                 | 44° 48′ 54″ N, 1° 37′ 36″ E / 44.8151°N,1.6266°E        | PA00132676 | Antic priorat Saint-Etienne des Alix · Vegeu més fotos d'aquest monument · Carregueu una nova foto d'aquest monument                             |
| Porta Malbec o Salmon                                            | Cat.  | Segles XIV-XV     | Ròcamador                                                 | 44° 47′ 59″ N, 1° 37′ 06″ E / 44.7998°N,1.6182°E        | PA00095208 | Porta Malbec o Salmon · Vegeu més fotos d'aquest monument · Carregueu una nova foto d'aquest monument                                            |
| Porta du Haut de Coustalou                                       | Cat.  | Segle XIV         | Ròcamador                                                 | 44° 47′ 55″ N, 1° 37′ 03″ E / 44.7985°N,1.6175°E        | PA00095206 | Porta du Haut de Coustalou · Vegeu més fotos d'aquest monument · Carregueu una nova foto d'aquest monument                                       |
| Porta du Fond du Coustalou o du Fond de la Ville                 | Cat.  | Segle XIV         | Ròcamador                                                 | 44° 47′ 52″ N, 1° 37′ 01″ E / 44.7978°N,1.6169°E        | PA00095205 | Porta du Fond du Coustalou o du Fond de la Ville · Vegeu més fotos d'aquest monument · Carregueu una nova foto d'aquest monument                 |
| Porta du Figuier                                                 | Cat.  | Segle XV          | Ròcamador                                                 | 44° 48′ 05″ N, 1° 37′ 10″ E / 44.8014°N,1.6195°E        | PA00095204 | Porta du Figuier · Vegeu més fotos d'aquest monument · Carregueu una nova foto d'aquest monument                                                 |
| Maison de la Paumette                                            | Cat.  | Segle XV          | Ròcamador                                                 | 44° 47′ 55″ N, 1° 37′ 00″ E / 44.7985°N,1.6168°E        | PA00095203 | Maison de la Paumette · Vegeu més fotos d'aquest monument · Carregueu una nova foto d'aquest monument                                            |
| Gruta des Merveilles                                             | Cat.  | Prehistòria       | Ròcamador                                                 | 44° 48′ 19″ N, 1° 37′ 31″ E / 44.805148°N,1.625183°E    | PA00095200 | Carregueu una nova foto d'aquest monument |
| Església del veïnat de l'Hospitalet                              | Cat.  | Segles XII-XIV    | Ròcamador                                                 | 44° 48′ 16″ N, 1° 37′ 35″ E / 44.8044°N,1.6264°E        | PA00095199 | Església del veïnat de l'Hospitalet · Vegeu més fotos d'aquest monument · Carregueu una nova foto d'aquest monument                              |
| Església Saint-Sauveur i cripta Saint-Amadour                    | Cat.  |                   | Ròcamador                                                 | 44° 47′ 58″ N, 1° 37′ 04″ E / 44.799528°N,1.617694°E    | PA00095198 | Església Saint-Sauveur i cripta Saint-Amadour · Vegeu més fotos d'aquest monument · Carregueu una nova foto d'aquest monument                    |
| Dolmen sota túmuls                                               | Cat.  | Neolític          | Ròcamador les Places                                      | 44° 47′ 12″ N, 1° 36′ 48″ E / 44.7868°N,1.6133°E        | PA00095197 | Dolmen sota túmuls · Vegeu més fotos d'aquest monument · Carregueu una nova foto d'aquest monument                                               |
| Capella Notre-Dame o Miraculeuse o de la Vierge                  | Cat.  |                   | Ròcamador                                                 | 44° 47′ 58″ N, 1° 37′ 03″ E / 44.799417°N,1.617583°E    | PA00095196 | Capella Notre-Dame o Miraculeuse o de la Vierge · Vegeu més fotos d'aquest monument · Carregueu una nova foto d'aquest monument                  |
| Jaciment del Roc de la Cave                                      | Cat.  | Prehistòria       | Sent Circ de Madelon Sous le Roc                          | 44° 47′ 33″ N, 1° 19′ 20″ E / 44.7925°N,1.3222°E        | PA00095238 | Carregueu una nova foto d'aquest monument |
| Zona arqueològica de la fontaine de l'Oulié                      | Inv.  | Antiguitat        | Sent Daunís de Martèl L'Oulié                             | 44° 57′ 06″ N, 1° 40′ 17″ E / 44.9517°N,1.6715°E        | PA46000047 | Zona arqueològica de la fontaine de l'Oulié · Carregueu una nova foto d'aquest monument                                                          |
| Església Saint-Michel                                            | Cat.  | Segles XII-XV     | Sent Miquèl l'Entendon                                    | 44° 58′ 32″ N, 1° 41′ 17″ E / 44.9756°N,1.6881°E        | PA00095247 | Església Saint-Michel · Vegeu més fotos d'aquest monument · Carregueu una nova foto d'aquest monument                                            |
| Església de Luziers                                              | Inv.  | Edat mitjana      | Salviac                                                   | 44° 40′ 16″ N, 1° 14′ 00″ E / 44.671022°N,1.233403°E    | PA00095293 | Església de Luziers · Vegeu més fotos d'aquest monument · Carregueu una nova foto d'aquest monument                                              |
| Església Saint-Jacques-le-Majeur                                 | Cat.  | Segles XII-XIII   | Salviac                                                   | 44° 40′ 52″ N, 1° 15′ 57″ E / 44.681165°N,1.265761°E    | PA00095256 | Església Saint-Jacques-le-Majeur · Vegeu més fotos d'aquest monument · Carregueu una nova foto d'aquest monument                                 |
| Castell de Lacoste                                               | Inv.  | Segles XI-XII     | Salviac Salviac-le-Bourg                                  | 44° 40′ 53″ N, 1° 15′ 49″ E / 44.681352°N,1.263481°E    | PA00095255 | Castell de Lacoste · Vegeu més fotos d'aquest monument · Carregueu una nova foto d'aquest monument                                               |
| Capella Notre-Dame de l'Olm                                      | Inv.  | Segles XVI-XVII   | Salviac                                                   | 44° 40′ 58″ N, 1° 15′ 48″ E / 44.682759°N,1.263283°E    | PA00095254 | Capella Notre-Dame de l'Olm · Vegeu més fotos d'aquest monument · Carregueu una nova foto d'aquest monument                                      |
| Castell de Crozes                                                | Inv.  | Segle xix         | Sarrasac                                                  | 45° 00′ 52″ N, 1° 36′ 31″ E / 45.014568°N,1.608674°E    | PA46000018 | Carregueu una nova foto d'aquest monument |
| Església                                                         | Inv.  | Segles XIV-XV     | Sarrasac                                                  | 45° 01′ 01″ N, 1° 35′ 19″ E / 45.016952°N,1.588485°E    | PA00095257 | Carregueu una nova foto d'aquest monument |
| Dolmen des Fosses                                                | Cat.  |                   | Socirac                                                   | 44° 42′ 10″ N, 1° 29′ 36″ E / 44.70281°N,1.49333°E      | PA00095261 | Carregueu una nova foto d'aquest monument |
| Llotja                                                           | Inv.  | Segle xix         | Solhac                                                    | 44° 53′ 41″ N, 1° 28′ 40″ E / 44.894661°N,1.477886°E    | PA46000036 | Llotja · Vegeu més fotos d'aquest monument · Carregueu una nova foto d'aquest monument                                                           |
| Antics edificis conventuals de Sainte-Marie                      | Inv.  | Segle XVII        | Solhac                                                    | 44° 53′ 37″ N, 1° 28′ 39″ E / 44.893684°N,1.477562°E    | PA00095300 | Carregueu una nova foto d'aquest monument |
| Viaducte de la Borrèze                                           | Inv.  | Segle xix         | Solhac                                                    | 44° 54′ 07″ N, 1° 28′ 30″ E / 44.901904°N,1.474872°E    | PA00095265 | Viaducte de la Borrèze · Vegeu més fotos d'aquest monument · Carregueu una nova foto d'aquest monument                                           |
| Sepultura col·lectiva Dolmen Laval o Tumulus Laval               | Cat.  | Neolític          | Solhac les Grèzes                                         | 44° 54′ 56″ N, 1° 27′ 15″ E / 44.91559°N,1.45421°E      | PA00095264 | Carregueu una nova foto d'aquest monument |
| Antiga església Saint-Martin i el campanar                       | Cat.  | Segle XVI         | Solhac                                                    | 44° 53′ 39″ N, 1° 28′ 44″ E / 44.8943°N,1.4788°E        | PA00095263 | Antiga església Saint-Martin i el campanar · Vegeu més fotos d'aquest monument · Carregueu una nova foto d'aquest monument                       |
| Abadia Sainte-Marie                                              | Cat.  | Segle XII         | Solhac                                                    | 44° 53′ 39″ N, 1° 28′ 37″ E / 44.89417°N,1.47694°E      | PA00095262 | Abadia Sainte-Marie · Vegeu més fotos d'aquest monument · Carregueu una nova foto d'aquest monument                                              |
| Església i presbiteri                                            | Inv.  | Segles XII-XIV    | Solòme                                                    | 44° 37′ 57″ N, 1° 35′ 42″ E / 44.632499°N,1.595013°E    | PA00095266 | Església i presbiteri · Vegeu més fotos d'aquest monument · Carregueu una nova foto d'aquest monument                                            |
| Església Saint-Martin                                            | Cat.  | Segles XII-XIV    | Senièrgas                                                 | 44° 41′ 58″ N, 1° 32′ 46″ E / 44.6994°N,1.5462°E        | PA00095259 | Església Saint-Martin · Vegeu més fotos d'aquest monument · Carregueu una nova foto d'aquest monument                                            |
| Església Saint-Roch                                              | Cat.  | Segles XII-XIV    | Tedirac                                                   | 44° 36′ 04″ N, 1° 19′ 01″ E / 44.6011°N,1.3169°E        | PA00095270 | Església Saint-Roch · Vegeu més fotos d'aquest monument · Carregueu una nova foto d'aquest monument                                              |
| Església i cripta                                                | Cat.  | Segles XII-XV     | Tegrà                                                     | 44° 49′ 14″ N, 1° 45′ 25″ E / 44.82054°N,1.757059°E     | PA00095273 | Església i cripta · Vegeu més fotos d'aquest monument · Carregueu una nova foto d'aquest monument                                                |
| Cementiri                                                        | Cat.  | Segle XV          | Tegrà                                                     | 44° 49′ 18″ N, 1° 45′ 25″ E / 44.821721°N,1.756992°E    | PA00095272 | Cementiri · Vegeu més fotos d'aquest monument · Carregueu una nova foto d'aquest monument                                                        |
| Castell                                                          | Inv.  | Segles XV-XVIII   | Tegrà                                                     | 44° 49′ 15″ N, 1° 45′ 25″ E / 44.820886°N,1.757072°E    | PA00095271 | Castell · Vegeu més fotos d'aquest monument · Carregueu una nova foto d'aquest monument                                                          |
| Castell                                                          | Cat.  | Segles XIV-XV     | Valhac                                                    | 44° 40′ 25″ N, 1° 31′ 56″ E / 44.673736°N,1.532303°E    | PA00095277 | Castell · Vegeu més fotos d'aquest monument · Carregueu una nova foto d'aquest monument                                                          |
| Església Notre-Dame                                              | Cat.  | Segles XIII-XVI   | Vairac                                                    | 44° 57′ 10″ N, 1° 42′ 13″ E / 44.952822°N,1.703728°E    | PA00095279 | Església Notre-Dame · Vegeu més fotos d'aquest monument · Carregueu una nova foto d'aquest monument                                              |
| Casa rural i dependències                                        | Inv.  | Segle xix         | Lo Vigan chemin dit de la Barrière                        | 44° 44′ 33″ N, 1° 26′ 29″ E / 44.742447°N,1.441296°E    | PA00095283 | Casa rural i dependències · Carregueu una nova foto d'aquest monument                                                                            |
| Església                                                         | Cat.  | Segle XIV         | Lo Vigan                                                  | 44° 44′ 28″ N, 1° 26′ 20″ E / 44.740999°N,1.438839°E    | PA00095282 | Església · Vegeu més fotos d'aquest monument · Carregueu una nova foto d'aquest monument                                                         |